# Valged Ööd
Singles de Getter Jaani
Rockefeller Street
(2011) Me kõik jääme vanaks
Pistes de Rockefeller Street
Rockefeller Street Robot
Valged Ööd est le quatrième single de Getter Jaani, il est produit par le label Moonwalk. Cette chanson est en collaboration avec Koit Toome. Valged Ööd est sorti le 22 mai 2011. Le single est issu du deuxième album de Getter Jaani : Rockefeller Street.

## Charts
| Chart (2011)     | Peak position |
| ---------------- | ------------- |
| Estonie (Top 40) | 1             |